# Borys Martos

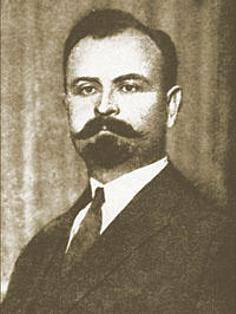
Borys Martos

Borys Mykolajowytsch Martos (ukrainisch Борис Миколайович Мартос, * 20. Mai 1879 in Hradysk bei Krementschuk, Gouvernement Poltawa, Russisches Kaiserreich; † 19. Oktober 1977 in Bound Brook, New Jersey, USA) war ein ukrainischer Politiker und Ökonom. Er war Mitglied der Ukrainischen Sozialdemokratischen Arbeiterpartei (Ukrajinska sozial-demokratytschna robitnytscha partija, USDRP). 

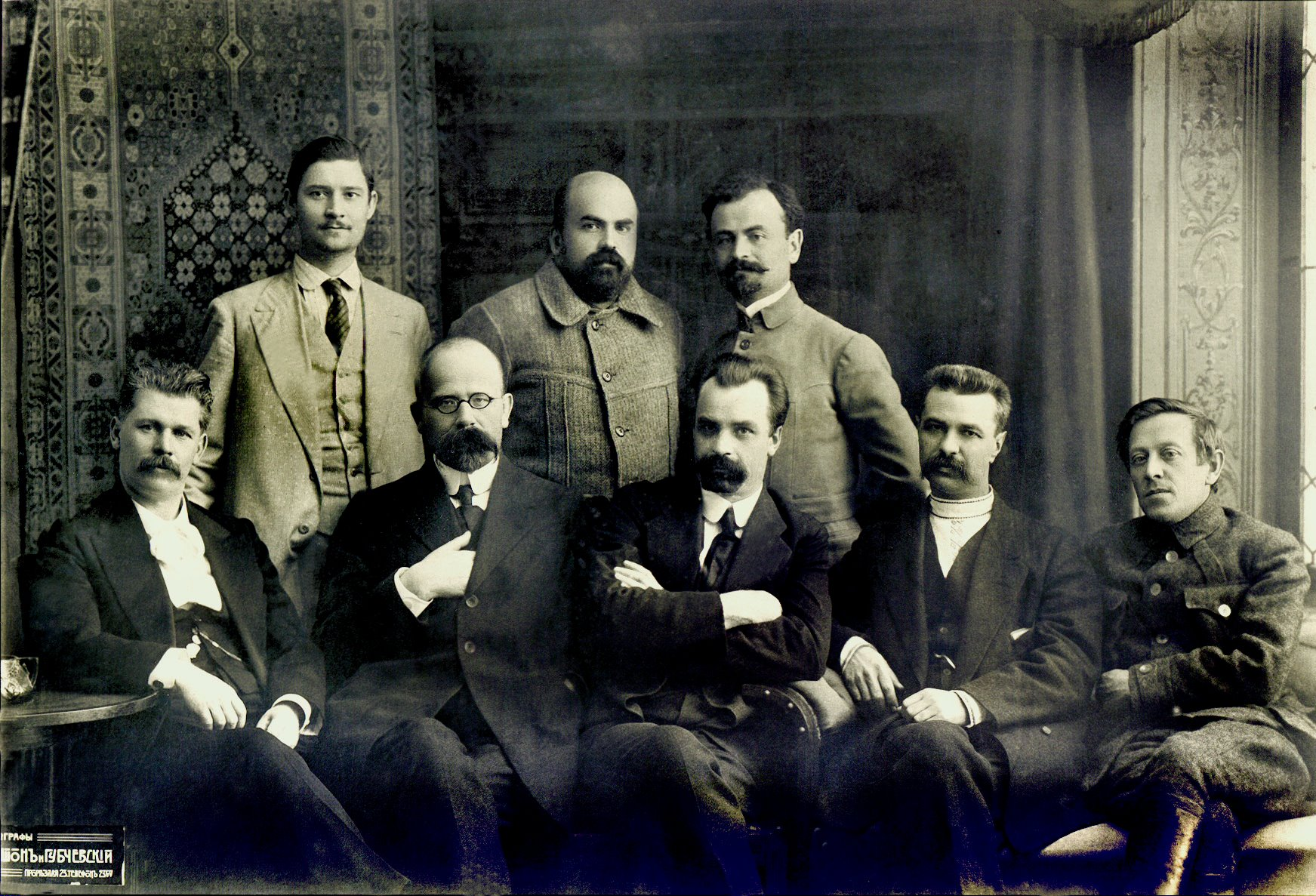
Die Mitglieder des Generalsekretariats im Juli 1917. (von links nach rechts) Stehend: Pawlo Chrystjuk, Mykola Stasjuk, Borys Martos. Sitzend: Iwan Steschenko, Chrystofor Baranowskyj, Wolodymyr Wynnytschenko, Serhij Jefremow, Symon Petljura.

Borys Martos war 1917/18 Generalsekretär der Zentralna Rada, anschließend bekleidete er das Amt des Finanzministers in den ukrainischen Regierungen von Wolodymyr Tschechiwskyj und Serhij Ostapenko zwischen Januar und April 1919. Nach dem Rücktritt des Letzteren am 9. April 1919 übernahm er dessen Posten als Präsident des Ministerrates der Ukrainischen Volksrepublik, welchen er bis 29. August 1919 ausübte.
Borys Martos starb in Bound Brook in den USA und ist auf dem Friedhof der St. Andrew Memorial Church in South Bound Brook beerdigt.